# Floorball Deutschland Pokal 2024/25
Der Floorball Deutschland Pokal 2024/25 war die 18. Austragung des Floorballpokalwettbewerbs der Männer. Das final4 wurde am 18. und 19. Mai 2025 und damit wieder nach Abschluss der Bundesligen und erstmals in der Zwickauer Stadthalle ausgetragen.
Diese Saison nahmen 66 Mannschaften teil. Als Titelverteidiger gingen die Floor Fighters Chemnitz in den Wettbewerb. Im Finale konnte sich der Rekordsieger des UHC Sparkasse Weißenfels mit einem 5:4 gegen die ETV Piranhhas Hamburg den zwölften Pokalsieg sichern. Im Final4 waren zudem die  Floor Fighters Chemnitz und der hessische Zweitligist TSV Tollwut Ebersgöns vertreten.

## Teilnehmende Mannschaften
| Bundesliga | 2. Bundesliga | Regionalliga/Verbandsliga/nur Pokal | Regionalliga/Verbandsliga/nur Pokal |
| Bundesliga | Gruppe Nord | | |
| UHC Sparkasse Weißenfels ETV Piranhhas Hamburg MFBC Leipzig Floor Fighters Chemnitz DJK Holzbüttgen SSF Dragons Bonn Berlin Rockets Unihockey Igels Dresden TV Schriesheim VfL Red Hocks Kaufering Floorball-Club München Blau-Weiß 96 Schenefeld | Red Devils Wernigerode Lilienthaler Wölfe PSV 90 Dessau TV Eiche Horn Bremen ETV Piranhhas Hamburg II MTV Mittelnkirchen BSV Roxel SC Potsdam Eisbären Juniors Hannover 96                                  | - Schleswig-Holstein Baltic Storms (III) Blau-Weiß 96 Schenefeld II (III) SG Bordesholm / Gaarden (III) SC Itzehoe (III) - Niedersachsen Hannover Mustangs (III) Lilienthaler Wölfe II (III) TB Uphusen Vikings (III) Hannover 96 II (III) UC Braunschweig (IV) | - Bremen TV Eiche Horn Bremen (III) ATS Buntentor Knights (III) Sailors Bremerhaven (nP) - Berlin Berlin Rockets (Laikas) (III) Berliner FK (IV) - Brandenburg SC Potsdam II (III) SG Racoons Rangsdorf / Mellensee (III) - Nordrhein-Westfalen BSV Roxel II (III)                       |
| UHC Sparkasse Weißenfels ETV Piranhhas Hamburg MFBC Leipzig Floor Fighters Chemnitz DJK Holzbüttgen SSF Dragons Bonn Berlin Rockets Unihockey Igels Dresden TV Schriesheim VfL Red Hocks Kaufering Floorball-Club München Blau-Weiß 96 Schenefeld | Gruppe Süd | | |
| UHC Sparkasse Weißenfels ETV Piranhhas Hamburg MFBC Leipzig Floor Fighters Chemnitz DJK Holzbüttgen SSF Dragons Bonn Berlin Rockets Unihockey Igels Dresden TV Schriesheim VfL Red Hocks Kaufering Floorball-Club München Blau-Weiß 96 Schenefeld | SC DHfK Leipzig TSV Tollwut Ebersgöns Frankfurt Falcons TSG Füchse Quedlinburg Dümptener Füchse ESV Ingolstadt Schanzer Ducks USV Halle Saalebiber UHC Döbeln 06 FC Rennsteig Avalanche SSF Dragons Bonn II | - Sachsen-Anhalt PSV 90 Dessau II (III) UHC Elster (IV) - Sachsen Floor Fighters Chemnitz II (III) MFBC Grimma/Leipzig (III) SC DHfK Leipzig II (III) - Nordrhein-Westfalen ASV Köln (III) DJK Holzbüttgen II (III) SG Köln-Duisburg (III)                      | - Rheinland-Pfalz Floorball Mainz (III) - Baden-Württemberg TV Schriesheim II (III) DJK Giants Karlsruhe-Ost (III) SG Amendingen / Puchheim (III) Panther Regensburg (III) - Bayern VfL Red Hocks Kaufering II (III) SV Nordheim (III) FBC München II (III) SG Heidelberg-Mannheim (III) |
| Fett markierte Mannschaften nahmen am Final4 teil | | | |